# Castell de Castelló (Navès)
El Castell de Castelló és un edifici de Navès (Solsonès) inclòs a l'Inventari del Patrimoni Arquitectònic de Catalunya.

## Descripció
Està situat al cim d'un serrat a la zona central del terme. Formen part del castell les seves muralles, torres i altres estructures defensives. Es conserven restes en planta i a poca alçada de diverses estructures, d'entre les quals destaca un tram de la muralla perimetral. La resta de murs i estructures podrien estar integrades en el mas actual, o bé al subsòl del mateix i de la zona del turó on s'ubica.
Al nord de la mateixa carena, s'hi localitza l'església de Santa Maria de Castelló.